# Giraffa camelopardalis peralta
La giraffa dell'Africa occidentale (Giraffa camelopardalis peralta Thomas, 1898) è una sottospecie di giraffa che si distingue dalle sue simili per le macchie di colore chiaro, originaria della regione del Sahel dell'Africa occidentale.
Nel XIX secolo il suo areale si estendeva dal Senegal al lago Ciad, ma attualmente ne rimangono circa 600 individui in tutto, in costante aumento dai meno di 50 di metà degli anni '90. La sua ultima roccaforte è situata nel Niger sud-occidentale, dove è presente in una serie di rifugi nella regione di Dosso e nella località turistica di Kouré, circa 80 km a sud-est di Niamey. Gli studiosi ritengono che tutte le giraffe in cattività spacciate per esemplari dell'Africa occidentale siano in realtà giraffe del Kordofan (G. c. antiquorum).

## Tassonomia
Attualmente la maggior parte degli studiosi considera la giraffa come una specie unica suddivisa in nove sottospecie, ma è attualmente in fase di valutazione l'ipotesi di riconoscere quattro specie: giraffa settentrionale (Giraffa camelopardalis), reticolata (G. reticulata), masai (G. tippelskirchi) e meridionale (G. giraffa). Secondo questa suddivisione, la giraffa dell'Africa occidentale sarebbe una delle tre sottospecie nella quale viene suddivisa la giraffa settentrionale, assieme a quella del Kordofan (G. c. antiquorum) e a quella nubiana (G. c. camelopardalis). Le attuali giraffe dell'Africa occidentale, presenti unicamente nel Niger, sono l'ultima popolazione rimasta di una sottospecie che in passato popolava gran parte dell'Africa occidentale.

## Descrizione
La giraffa dell'Africa occidentale si distingue dalle sue simili per la colorazione relativamente chiara del mantello, tanto che a volte viene anche soprannominata «giraffa bianca». Le sue macchie, color tanno, hanno forma rettangolare e sono separate tra loro da ampie bande color crema. Non presenta macchie sulla parte inferiore delle zampe.

## Distribuzione e habitat

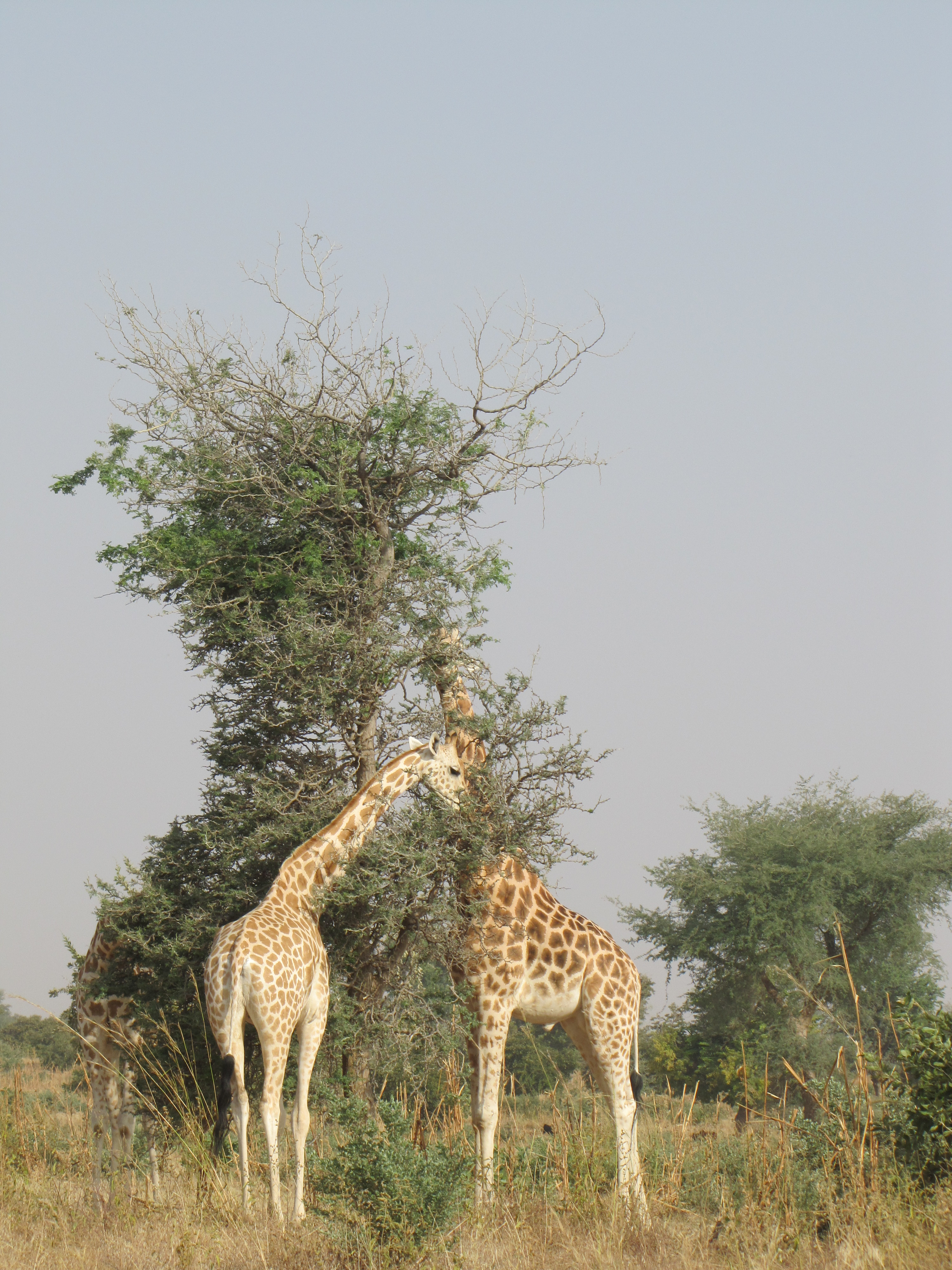
Giraffe che mangiano.

Ancora agli inizi del XX secolo questa sottospecie era ampiamente diffusa in tutta la fascia saheliano-sudanese dal Senegal alla Nigeria, ma a causa di guerre, frammentazione dell'habitat, deforestazione e bracconaggio, a metà degli anni '90 ne era rimasta un'unica popolazione in Mali, che successivamente si diresse in direzione sud-est raggiungendo il Niger. Oggi G. c. peralta è presente solamente in un'area limitata del Niger sud-occidentale, a meno di 60 km ad est della capitale Niamey, compresa tra l'altopiano di Kouré e il Dallol Bosso; tuttavia, nel corso dell'ultimo decennio, le giraffe hanno pian piano esteso il loro areale in direzione nord alla ricerca di nuovi habitat e attualmente si sono andate creando alcune sottopopolazioni. In casi rarissimi alcuni esemplari vaganti hanno raggiunto la Nigeria.
Come già ricordato, l'areale della giraffa dell'Africa occidentale ricade entro i confini della fascia saheliano-sudanese, una regione caratterizzata da una stagione secca che si protrae da novembre a maggio e da una stagione delle piogge che va da giugno a ottobre, con una piovosità media annua di 400-500 mm. Sparsi un po' ovunque in tutto l'areale, si trovano numerosi terreni agricoli, mentre la vegetazione originaria è stata in parte degradata a causa delle attività antropiche (in particolare dalla raccolta di legna da ardere).
Questa giraffa abita tre zone distinte: l'altopiano di Kouré, la regione del Dallol Bosso e la zona intermedia tra i due. L'altopiano di Kouré è caratterizzato da un suolo lateritico con una vegetazione costituita da terreni coltivati (soprattutto miglio, sorgo e fagioli) e da savana tigrata. Qui gli alberi sono relativamente scarsi e prevalgono specie della famiglia delle Combretacee (come Guiera senegalensis) e delle Fabacee (come Senegalia ataxacantha e S. macrostachya). La regione è relativamente arida, ma durante la stagione delle piogge si riempie di un gran numero di stagni temporanei. Il Dallol Bosso è il corso di un antico fiume ormai prosciugato che si riempie d'acqua solamente durante la stagione delle piogge, ma il terreno sotto al suo letto è ricco di acque sotterranee, il che ne fa un magnete per la popolazione umana. Nella regione settentrionale del Dallol Bosso, quella che ricade entro l'areale delle giraffe, la vegetazione è dominata da alberi (Combretum glutinosum, Faidherbia albida e Balanites aegyptiaca) e arbusti (Guiera senegalensis). È una regione sabbiosa con acque permanenti in numerose cavità e suoli relativamente fertili. La zona intermedia tra il Dallol Bosso e l'altopiano di Kouré è caratterizzata da suoli estremamente degradati a causa dell'erosione dovuta alla continua deforestazione. Qui la vegetazione è costituita dalle stesse specie di alberi e arbusti del Dallol Bosso, ma con una densità inferiore dovuta alla minore fertilità del suolo.

## Conservazione

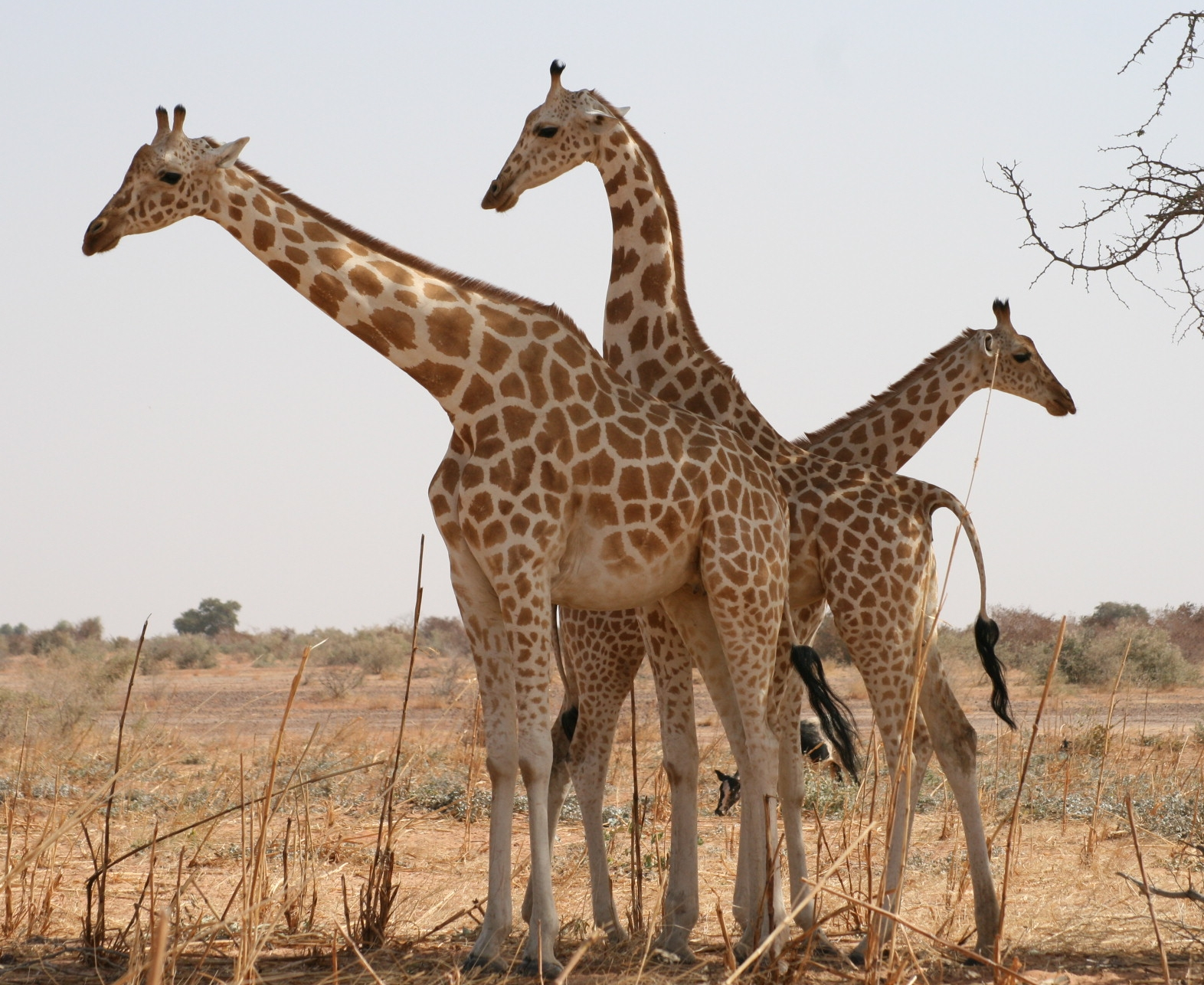
Giraffe nei pressi di Kouré (Niger).

Le giraffe dell'Africa occidentale attualmente presenti in Niger discendono dai circa 50 individui che alla fine degli anni '80 emigrarono nel paese dopo aver abbandonato il loro habitat nel vicino Mali a causa della siccità e della guerra. Procedendo in direzione sud/sud-est lungo il fiume Niger, attraversarono il Sahel, superarono Niamey e andarono a stabilirsi su un altopiano nella regione di Kouré.
Quando salì al potere, con un colpo di Stato, nel 1996, il neopresidente Ibrahim Baré Maïnassara mandò un'unità dell'esercito nella boscaglia per catturare degli animali da regalare ai governanti di Nigeria e Burkina Faso. Nemmeno una giraffa sopravvisse all'operazione e la popolazione della sottospecie si ridusse di quasi un terzo. Tre anni dopo, altre due morirono quando anche il suo successore Daouda Malam Wanké pensò di farne dono al presidente del Togo. La tragica situazione, e il riconoscimento del fatto che le ultime giraffe dell'Africa occidentale fossero una risorsa rara e preziosa per uno dei paesi più poveri del mondo, hanno portato all'elaborazione, nel 2011, di un'apposita strategia di conservazione, la prima del genere in Africa. La repressione del bracconaggio a opera del governo e l'assenza di predatori naturali hanno consentito l'aumento delle giraffe dell'area di Kouré: la popolazione, costantemente monitorata, era salita nel 2013 a 403 individui, a 547 nel 2016 e a 607 nel 2017. Tuttavia, quando il loro tasso di crescita è salito all'11% annuo, sono iniziati i problemi con agricoltori e allevatori ed è diventato chiaro che per garantire la sopravvivenza alla specie era necessario trasferirne una popolazione satellite in un'altra regione.
Dopo aver valutato i potenziali habitat del paese, le autorità del Niger hanno stabilito che il luogo più sicuro in cui trasferire una seconda popolazione di giraffe dell'Africa occidentale fosse la riserva di Gadabédji, un'area disabitata di un milione di ettari al centro del paese dove fino a cinquant'anni fa la specie era ancora presente. Le prime otto giraffe sono state trasferite qui nel 2018, ma il progetto prevede la cattura e il ricollocamento di altri esemplari da attuare nei prossimi anni.
Il Niger ha beneficiato del turismo legato alle giraffe e di un fondo per lo sviluppo istituito da associazioni ambientaliste internazionali. Ma le attività di Boko Haram nella zona orientale del paese e di al Qaeda a nord e a ovest hanno fatto diminuire molto il turismo. Nel 2018 le giraffe hanno attirato solo 1 700 visitatori.